# Кордова, Уго
Уго Кордова (исп. Hugo Córdova, годы жизни неизвестны) — боливийский шахматист.
Один из сильнейших боливийских шахматистов 1930-х гг.
Возглавлял национальную сборную Боливии на шахматной олимпиаде 1939 г. В данном соревновании сыграл 16 партий: победил Э. Ротунно (Уругвай; в групповом турнире) и Х. С. Диаса Переса (Парагвай; в финале В), завершил вничью партию с А. Дуланто (Перу), проиграл А. А. Алехину (Франция), В. М. Петрову (Латвия), Э. Элисказесу (Германия), А. Цветкову (Болгария; дважды), М. Кастильо (Чили), Э. Ротунно (Уругвай; в финале В), Н. Понсе (Эквадор), Э. Рояну (Норвегия), Г. Вассо (Гватемала), Дж. Моррисону (Канада), Дж. О’Доновану (Ирландия), Б. Мёллеру (Исландия).